# Ram Mandir

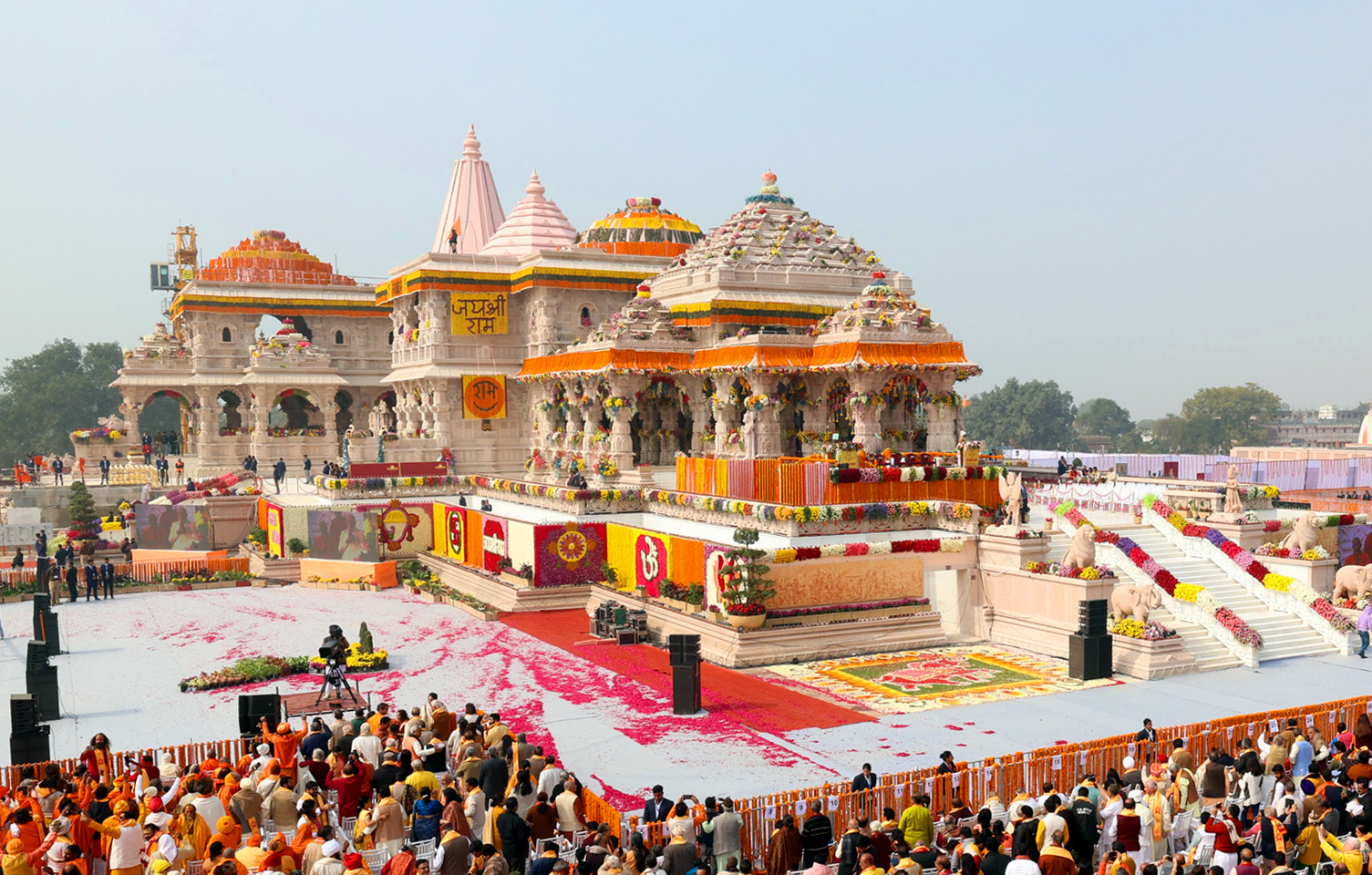
Cerimônia de Pran Pratishtha do Templo Shree Ram Janmaboomi em Ayodhya, Índia.

Ram Mandir é um templo hindu em construção em Ayodhya, Uttar Pradesh, Índia. Ele está localizado no local de Ram Janmabhoomi, o suposto local de nascimento de Rama, uma das principais divindades do hinduísmo.
O local é o antigo local do Babri Masjid, que foi construído no século 16 d.C. Os ídolos de Rama e Sita foram colocados na mesquita em 1949, antes de esta ser atacada e demolida em 1992. Em 2019, o Supremo Tribunal da Índia emitiu o veredicto para dar o terreno em disputa aos hindus para a construção de um templo, enquanto os muçulmanos receberiam terrenos noutros locais para construir uma mesquita. O tribunal referiu-se a um relatório do Serviço Arqueológico da Índia (ASI) como prova que sugere a presença de uma estrutura por baixo da demolida Babri Masjid, que foi considerada não islâmica.
O templo atraiu uma série de controvérsias devido ao suposto uso indevido de doações, marginalização de seus principais ativistas e politização do templo pelo Partido Bharatiya Janata.
Em 25 de outubro de 2023, foi feito um convite formal ao primeiro-ministro da Índia, Narendra Modi, para participar na cerimónia. Em 22 de janeiro de 2024, Modi serviu como Mukhya Yajman (patrono principal) dos rituais do evento e realizou a consagração de Ram Lalla. A cerimônia Prana Pratishtha foi organizada pelo Shri Ram Janmabhoomi Teerth Kshetra.